# Coppa Italia 1990-1991 (calcio femminile)
L'edizione 1990-1991 è stata la diciannovesima edizione nella storia della Coppa Italia di calcio femminile. Il trofeo è stato vinto per la prima volta dal Woman Sassari, che nella finale in gara unica ha battuto la Fiammamonza dopo i tiri di rigore.

## Semifinali
| Squadra 1     | Totale          | Squadra 2   | Andata | Ritorno |
| ------------- | --------------- | ----------- | ------ | ------- |
| Firenze       | 0 - 1           | Fiammamonza | 0 - 0  | 0 - 1   |
| Woman Sassari | 1 - 1 (5-4 dtr) | Lazio CF    | 0 - 1  | 1 - 0   |

## Finale
| Squadra 1     | Risultato       | Squadra 2   |
| ------------- | --------------- | ----------- |
| Woman Sassari | 0 - 0 (5-4 dtr) | Fiammamonza |